# La Cappe
La Cappe was een eiland in de Rhône, net stroomafwaarts van het stadscentrum van Arles, Frankrijk. Sinds de 19e eeuw is het een natuurgebied in Arles.

## Historiek
Reeds in de klassieke oudheid werd er een eiland in de Rhône beschreven, gelegen aan Arles, in het Latijn Arelate. Het lag aan de oorsprong van de kleine Rhône op de grote Rhône. Er stond in de Laat-Romeinse tijd een abdij, waar bisschop Caesarius van Arles gewoond heeft. In de middeleeuwen verscheen de naam La Cappe. Op La Cappe stond een burcht van de lokale heren van Arles, alsook twee kerken: Sainte-Marie en Saint-André. Tijdens de Albigenzenkruistocht beval de pauselijke legaat Milo alles te verwoesten. Sinds de 18e-19e eeuw geraakte het eiland La Cappe door aanslibbing aangesloten met de rechteroever van de Rhône.